# José Gonçalves Viriato de Medeiros
José Gonçalves Viriato de Medeiros (Sobral, 2 de fevereiro de 1832 — Rio de Janeiro, 13 de agosto de 1896) foi advogado e político brasileiro.
Era filho de Antônio Viriato de Medeiros, coronel graduado de milícias, e de Maria Jerônima Figueira de Melo. Eram seus irmãos o ex-senador João Ernesto Viriato de Medeiros e o desembargador Trajano Viriato de Medeiros. Pelo lado materno, era sobrinho de Jerônimo Martiniano Figueira de Melo e de João Capistrano Bandeira de Melo.
Formou-se em Direito na Faculdade de São Paulo e, transportando-se para Paraíba do Sul, ali abriu banca de advogado e constituiu família. Também iniciou sua carreira política, sendo várias vezes vereador e presidente de Câmara Municipal. Foi a princípio promotor público de Cantagalo e depois, em 1859, de Cabo Frio, na província do Rio. Foi deputado pelo estado do Rio de Janeiro não só à Constituinte como ao primeiro congresso republicano.
Casou-se com Sara Blackall, natural de Londres, Inglaterra, viúva do industrial italiano Giuseppe del Vecchio, de quem teve cinco filhos. Faleceu aos 64 anos de idade, viúvo, vítima de arteriosclerose. Seu corpo foi sepultado no São João Batista, no Rio de Janeiro.